# Centralia (Pennsilvània)
Centralia és una població dels Estats Units a l'estat de Pennsilvània. Segons el cens del 2009 tenia 7 habitants.

## Demografia
Fundada en 1814, durant la segona meitat del segle xix Centralia va adquirir una població nombrosa mercès a les mines de carbó. En 1981 encara tenia més de mil habitants. La causa del despoblament rau en un incendi subterrani, a les mines de carbó, iniciat en maig de 1962 i que encara crema, empudegant l'indret amb gasos tòxics com el monòxid de carboni. No hi ha previst cap pla d'extinció i hom preveu que el foc durarà, almenys, uns altres 250 anys.
Segons el cens del 2000, Centralia tenia 21 habitants, 10 habitatges, i 7 famílies. La densitat de població era de 33,8 habitants per quilòmetre quadrat.
Dels 10 habitatges en un 10% hi vivien nens de menys de 18 anys, en un 50% hi vivien parelles casades, en un 10% dones solteres, i en un 30% no eren unitats familiars. En el 30% dels habitatges hi vivien persones soles el 10% de les quals corresponia a persones de 65 anys o més que vivien soles. El nombre mitjà de persones vivint en cada habitatge era de 2,1 i el nombre mitjà de persones que vivien en cada família era de 2,57.
Per edats la població es repartia de la següent manera: un 5% tenia menys de 18 anys, un 5% entre 18 i 24, un 19% entre 25 i 44, un 33% de 45 a 60 i un 38% 65 anys o més.
L'edat mediana era de 62 anys. Per cada 100 dones de 18 o més anys hi havia 100 homes.
Cap de les famílies i el 0% de la població estaven per sota del llindar de pobresa.

## Poblacions més properes
El següent diagrama mostra les poblacions més properes.

## Als mitjans de comunicació
El vídeo musical "Sycamore Feeling", del músic electrònic danès Trentemøller, ha estat gravat a Centralia.